# لويز روي
لويز روي هي سيدة أعمال كندية، ولدت في 1947 في مدينة كيبك في كندا.